# Substruktion

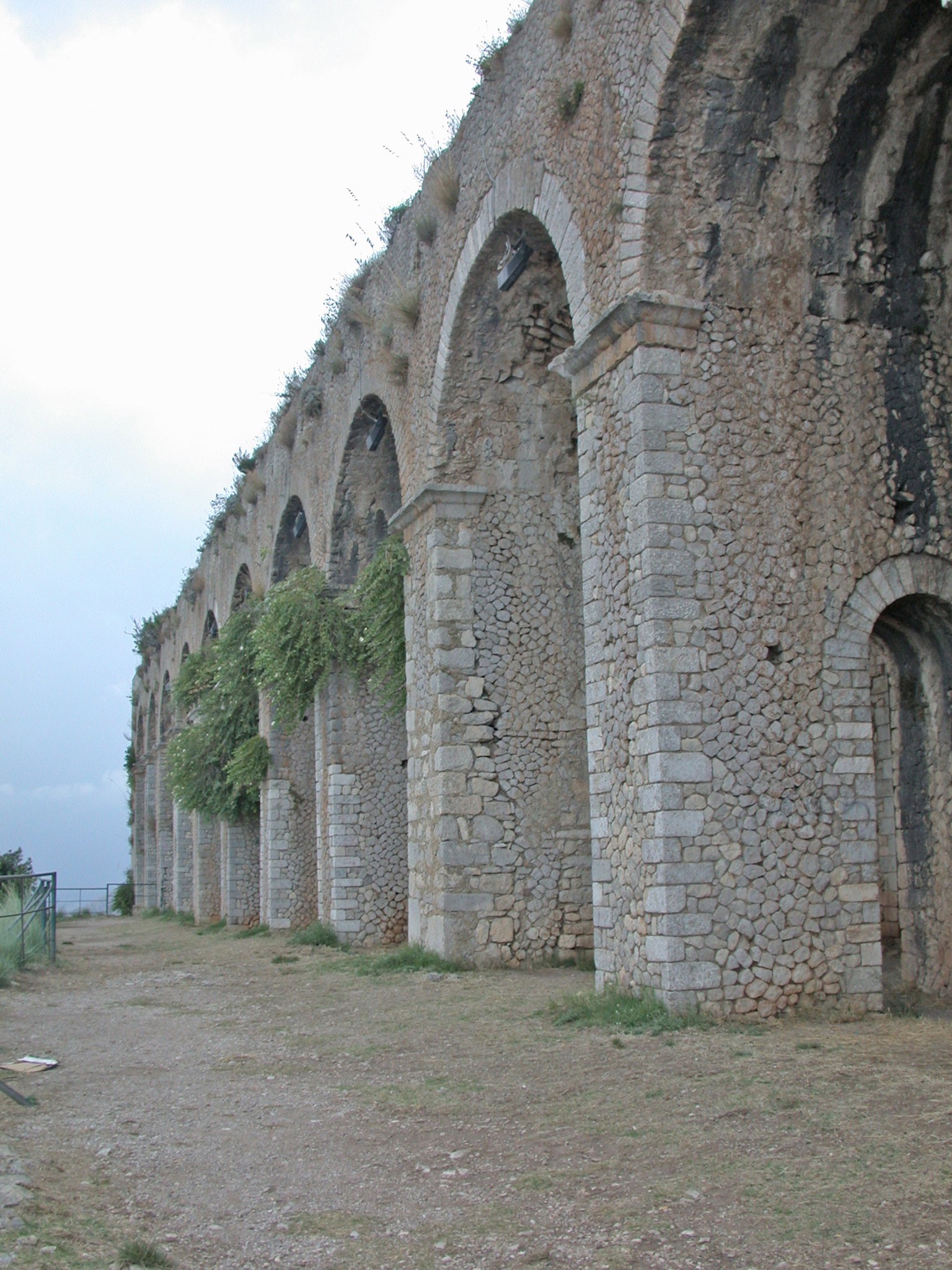
Substruktionen unter dem Tempel des Jupiter Anxur in Terracina

Substruktion (lateinisch substructio: „Unterbau“) ist ein in der Archäologie üblicher Fachausdruck für die Unterbauten eines Gebäudes, einer Terrasse etc., zum Beispiel für die oft gewaltigen Gewölbeabstützungen unter römischen Bauwerken.